# Staroje (rejon mieżdurieczeński)
Staroje (ros. Старое) – wieś w Rosji, w rejonie mieżdurieczeńskim obwodu wołogodzkiego. W 2010 r. liczyła 409 mieszkańców.